# Hypolycaena obscura
Hypolycaena obscura är en fjärilsart som beskrevs av Henry Stempffer 1947. Hypolycaena obscura ingår i släktet Hypolycaena och familjen juvelvingar. Inga underarter finns listade i Catalogue of Life.